# Styela oblonga
Styela oblonga är en sjöpungsart som beskrevs av William Abbott Herdman 1881. Styela oblonga ingår i släktet Styela och familjen Styelidae. Inga underarter finns listade i Catalogue of Life.